# Saltburn-by-the-Sea
Saltburn-by-the-Sea est une station balnéaire située dans l'autorité unitaire de Redcar et Cleveland, dans la région de la Tees Valley, dans le nord-est de l'Angleterre ; elle fait partie du comté cérémoniel du Yorkshire du Nord. Faisant partie de l'historique North Riding du Yorkshire, la localité est située à environ 19 km à l'est de Middlesbrough.
L'essor de Middlesbrough et de Saltburn-by-the-Sea est lié à la découverte de minerai de fer dans les Collines de Cleveland, aux fonds de la famille Pease de Darlington et au développement de deux chemins de fer pour transporter les minerais.

## Histoire

### Vieux Saltburn
Le Vieux Saltburn, situé dans le Saltburn Gill, un site d'intérêt scientifique particulier de 18,9 hectares, est le lieu de fondation d'origine de la ville. Les archives disent peu sur les origines de la localité, mais on sait que c'était un repaire pour les contrebandiers.
En 1856, le hameau est constitué de l'auberge the Ship Inn et d'un alignement de maisons, habitées par des fermiers et des pêcheurs.

### L’ère industrielle
La famille Pease développe Middlesbrough en centre industriel et, à la suite de la découverte de gisements de fer, le chemin de fer de Stockton et Darlington (S&DR) et la West Hartlepool Harbour and Railway Company (WHH&RCo) bâtissent des voies ferrées dans l'est du comté de Cleveland. En 1861, le S&DR atteint Saltburn avec le dessein affiché de poursuivre vers Brotton, Skinningrove and Loftus mais la WHH&RCo a dès ce moment commencé à construire des voies dans ce secteur, laissant peu d’espoir à la S&DR quant à ses projets d'extension.
En 1858, alors qu’il longe la côte en direction du Vieux Saltburn pour rendre visite à son frère Joseph à Marske, le député Henry Pease (1807-1881) a une « vision prophétique d'une ville se dressant sur la falaise et la que vallée étroite, tranquille, peu fréquentée et abritée est un ravissant jardin. » La famille Pease, qui possède l’immobilière de Middlesbrough et contrôle la S&DR, donne son accord pour réaliser la vision d'Henry et fonde la Saltburn Improvement Company (SIC).
Le comte de Zetland, Thomas Dundas, cède des terrains à la nouvelle entreprise qui engage George Dickinson qui élabore pour la nouvelle ville un plan en damier, aux dépens du chemin de fer qui traverse alors le site.

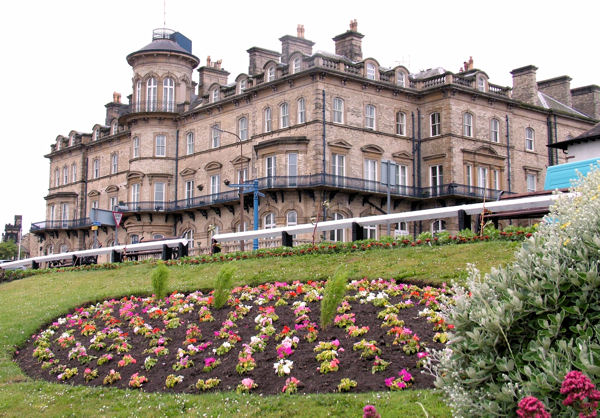
L'ancien hôtel Zetland, aujourd'hui un immeuble d'appartements.